# Jens-Peter Box
Jens-Peter Box (* 11. März 1956) ist ein ehemaliger deutscher Fußballspieler. Er absolvierte in den Jahren 1975–1984 für den FC St. Pauli insgesamt 77 Spiele in der 2. Fußball-Bundesliga sowie 6 Partien in der Fußball-Bundesliga. In beiden Ligen erzielte er je ein Tor.

## Laufbahn
Am 37. Spieltag der Saison 1974/75 kam der von Jahn Wilhelmsburg gekommene Nachwuchsspieler Jens-Peter Box am 8. Juni 1975 beim Auswärtsspiel gegen den VfL Wolfsburg zu seinem ersten Einsatz in der 2. Bundesliga beim FC St. Pauli. Als mit Trainer Diethelm Ferner in der Saison 1976/77 der Titelgewinn und damit der Aufstieg in die 1. Liga gelang, kam Box an der Seite von Jürgen Rynio, Walter Frosch, Dietmar Demuth und Franz Gerber zu dreizehn Spielen. In der Bundesligarunde 1977/78 reichte es für den Defensivspieler zu sechs Berufungen. Unter Trainer Sepp Piontek gehörte er in der Saison 1978/79 mit 32 Berufungen zur Stammelf der Millerntormannschaft die den sechsten Platz belegen konnte. Nach der Runde wurde St. Pauli wegen fehlender finanzieller Voraussetzungen die Lizenz entzogen und in die Amateuroberliga Nord versetzt.
Der Student der Betriebswirtschaft blieb auch die folgenden fünf Runden in der Amateuroberliga bei St. Pauli und gehörte den Mannschaften an, die 1981 und 1983 die Meisterschaft gewinnen konnten, aber erst im dritten Anlauf 1984 gemeinsam mit Blau-Weiß 90 Berlin sich erfolgreich in der Aufstiegsrunde durchsetzen konnte und damit wieder in die 2. Fußball-Bundesliga zurückkehren konnte. Nach dem ersten Meisterschaftsgewinn im Norden 1981 kam Box mit seinen Mannschaftskameraden in das Finale um die Deutsche Amateurmeisterschaft gegen die Amateure des 1. FC Köln. Am 14. Juni 1981 wurde das Endspiel in Köln mit 0:2 Toren verloren. In der 2. Liga-Runde 1984/85 kam Box nochmals zu sechs Einsätzen. Sein letztes Spiel bestritt er für St. Pauli bei der 4:5-Niederlage am achten Spieltag bei KSV Hessen Kassel.
Ab der Saison 1985/86 klang die Karriere von Box im Amateurlager bei den Vereinen Altona 93 (bis 1986) und TSV DuWo 08 (1987/88 sowie 1989) aus.